# Choroba kosmiczna

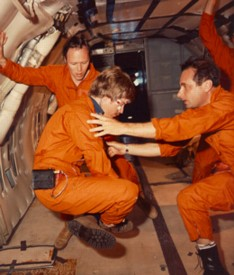
Astronauci NASA przygotowują się do przebywania w stanie nieważkości, w samolocie KC-135. Samolot podczas lotu parabolicznego wywołuje krótkie momenty stanu nieważkości.

Choroba kosmiczna – zanik czynności motorycznych organizmu spowodowany długotrwałym przebywaniem w stanie nieważkości.
Szacuje się, że połowa astronautów cierpi na chorobę kosmiczną. Jej podstawowe objawy, oprócz zaniku czynności motorycznych, to: brak apetytu, nudności i wymioty. Dolegliwości ustępują samoistnie po 2–3 dniach ponownego pobytu na Ziemi.
Spośród wszystkich astronautów najgorzej chorobę tę przechodził Edwin Jacob Garn, dlatego żartobliwie nazwano ją „skalą Garna”.